# Afrikanska mästerskapen i fäktning 2023
Afrikanska mästerskapen i fäktning 2023 arrangerades mellan den 19 och 23 juni 2023 i Kairo i Egypten. Det var den 21:a upplagan av afrikanska mästerskapen i fäktning.
Totalt 97 fäktare från 17 nationer deltog i mästerskapet.

## Medaljörer

### Herrar
| Gren                  | Guld                                                                          | Silver                                                                | Brons                                                                   |
| Värja, individuellt   | Mohamed Yasseen                                                               | Mohamed El-Sayed                                                      | Ahmed El-Sayed                                                          |
| Värja, individuellt   | Mohamed Yasseen                                                               | Mohamed El-Sayed                                                      | Abdel-Karim El Haouari                                                  |
| Värja, lag            | Egypten Mohamed El-Sayed Ahmed El-Sayed Ahmad El-Sokkary Mohamed Yasseen      | Marocko Houssam El Kord Abdel-Karim El Haouari Omar Nahi Yehia Ellis  | Sydafrika Sergey Losevskiy Harry Saner Pavel Tychler Rahul van Manen    |
| Florett, individuellt | Mohamed Hamza                                                                 | Alaaeldin Abouelkassem                                                | Abdelrahman Tolba                                                       |
| Florett, individuellt | Mohamed Hamza                                                                 | Alaaeldin Abouelkassem                                                | Mohamed Hassan                                                          |
| Florett, lag          | Egypten Abdelrahman Tolba Mohamed Hassan Alaaeldin Abouelkassem Mohamed Hamza | Algeriet Thibaud Bekkat Salim Heroui Youcef Madi                      | Senegal Cheikh Omar Dialloi Gaston Preira Noé Robin Bourama Kéba Sagnan |
| Sabel, individuellt   | Ziad El-Sissy                                                                 | Adham Moataz                                                          | Mohamed Amer                                                            |
| Sabel, individuellt   | Ziad El-Sissy                                                                 | Adham Moataz                                                          | Evann Girault                                                           |
| Sabel, lag            | Egypten Mohamed Amer Medhat Moataz Adham Moataz Ziad El-Sissy                 | Tunisien Lucas Messica Ahmed Ferjani Farès Ferjani Amen Allah Hemissi | Algeriet Akram Bounabi Adem Abdelhacib Izem Zacharia Bounachada         |

### Damer
| Gren                  | Guld                                                                   | Silver                                                                    | Brons                                                              |
| Värja, individuellt   | Alexandra Ndolo                                                        | Inès El-Batoul Taleb                                                      | Aya Hussein                                                        |
| Värja, individuellt   | Alexandra Ndolo                                                        | Inès El-Batoul Taleb                                                      | Chloe Bousfiha                                                     |
| Värja, lag            | Egypten Nardin Ehab Shirwit Gaber Hana Eleraky Aya Hussein             | Marocko Camélia El Kord Chloe Bousfiha Saadia Bastos Sarah Tahra Ellis    | Algeriet Inès El-Batoul Taleb Charline Boukheklifa Yousra Zebboudj |
| Florett, individuellt | Yara El-Sharkawy                                                       | Noura Mohamed                                                             | Meriem Mebarki                                                     |
| Florett, individuellt | Yara El-Sharkawy                                                       | Noura Mohamed                                                             | Maxine Esteban                                                     |
| Florett, lag          | Egypten Yara El-Sharkawy Noha Hany Noura Mohamed Malak Hamza           | Algeriet Selma Lilia Benchekor Meriem Mebarki Sonia Zeboudj               | Tunisien Yasmine Ayari Nourane B'Chir Mariem Khiari                |
| Sabel, individuellt   | Saoussen Boudiaf                                                       | Nada Hafez                                                                | Zohra Nora Kehli                                                   |
| Sabel, individuellt   | Saoussen Boudiaf                                                       | Nada Hafez                                                                | Mariam Deghiedy                                                    |
| Sabel, lag            | Egypten Nada Hafez Jana Sherif El-Bakry Alanoud Hegazy Mariam Deghiedy | Algeriet Saoussen Boudiaf Zohra Nora Kehli Kaouther Belkebir Abik Boungab | Tunisien Kenza Lakhoua Olfa Hezami Yasmine Daghfous                |

## Medaljtabell
*   Värdland ( Egypten)
| Nr                  | Nation              | Guld | Silver | Brons | Totalt |
| ------------------- | ------------------- | ---- | ------ | ----- | ------ |
| 1                   | Egypten*            | 10   | 5      | 6     | 21     |
| 2                   | Algeriet            | 1    | 4      | 4     | 9      |
| 3                   | Kenya               | 1    | 0      | 0     | 1      |
| 4                   | Marocko             | 0    | 2      | 2     | 4      |
| 5                   | Tunisien            | 0    | 1      | 2     | 3      |
| 6                   | Elfenbenskusten     | 0    | 0      | 1     | 1      |
| 6                   | Niger               | 0    | 0      | 1     | 1      |
| 6                   | Senegal             | 0    | 0      | 1     | 1      |
| 6                   | Sydafrika           | 0    | 0      | 1     | 1      |
| Totalt (9 nationer) | Totalt (9 nationer) | 12   | 12     | 18    | 42     |